# 590-й истребительный авиационный полк
590-й истребительный авиационный полк (590-й иап) — воинская часть Военно-воздушных сил (ВВС) Вооружённых Сил РККА (Рабоче-крестьянской Красной армии, СССР), принимавшая участие в боевых действиях Великой Отечественной войны.

## Наименования полка
За весь период своего существования полк несколько раз менял своё наименование:
- 272-й истребительный авиационный полк[1][2];
- 590-й истребительный авиационный полк[1][2];
- 590-й штурмовой авиационный полк[1][2];
- 43-й гвардейский штурмовой авиационный полк[1][2][3][3];
- 43-й гвардейский штурмовой авиационный Волковыскский полк[1][3];
- 43-й гвардейский штурмовой авиационный Волковыскский Краснознамённый полк[1][3];
- 669-й гвардейский штурмовой авиационный Волковыскский Краснознамённый полк[3];
- 669-й гвардейский истребительно-бомбардировочный авиационный Волковыскский Краснознамённый полк[3].

## Создание полка
590-й истребительный авиационный полк создан 8 октября 1941 года переименованием 272-го истребительного авиационного полка.
| И-15 бис | И-16 |

## Переформирование полка
590-й истребительный авиационный полк 22 мая 1942 года переформирован в 590-й штурмовой авиационный полк с переходом со штата 015/174 на штат 015/156.
За проявленную отвагу в боях за Отечество с немецкими захватчиками, за стойкость, мужество, дисциплину и организованность, за героизм личного состава 590-й штурмовой авиационный полк 8 февраля 1943 года преобразован в 43-й гвардейский штурмовой авиационный полк

## В действующей армии
В составе действующей армии:
- с 11 октября 1941 года по 25 мая 1942 года.

## Командиры полка
- капитан Семенко Виктор Михайлович[1], 01.04.1941 — 01.09.1941
- майор Соколов Александр Дмитриевич[2], 01.09.1941 — 08.10.1941
- майор Телегин Федор Михайлович[1], 08.10.1941 — 24.12.1941
- майор, подполковник Соколов Александр Дмитриевич[1][2], 24.12.1941 — 17.12.1942
- майор Воронцов Михаил Сергеевич, врио[1], 17.12.1942 — 06.05.1943 г.
- гвардии майор Поварков[1], 06.05.1943 -
- гвардии подполковник Соколов Александр Дмитриевич[1][2], 1943 - 1945
- гвардии капитан Шевченко[7]

## В составе соединений и объединений
| Период        | Фронт (округ) | армия      | корпус         | дивизия                            | примечание |
| ------------- | ------------- | ---------- | -------------- | ---------------------------------- | --- |
| 08.10.1941 г. | Южный фронт   | 56-я армия | ВВС 56-й армии | 73-я смешанная авиационная дивизия | Переименован в 590-й иап                                                                                          |
| 25.11.1941 г. | Южный фронт   | 56-я армия | ВВС 56-й армии | 73-я смешанная авиационная дивизия | имел в боевом составе 7 И-15бис (из них 4 неисправных) и 5 И-16 (3)                                               |
| 01.01.1942 г. | Южный фронт   | 56-я армия | ВВС 56-й армии | 73-я смешанная авиационная дивизия | В оперативном подчинении штаба полка начала действовать 3-я отдельная истребительная эскадрилья на самолётах И-16 |
| 30.03.1942 г. | Южный фронт   | 56-я армия | ВВС 56-й армии |                                    | По расформировании 73 сад вёл боевую работу в составе ВВС 56-й армии Южного фронта                                |
| 30.03.1942 г. | Южный фронт   | 56-я армия | ВВС 56-й армии |                                    | Пополнен самолётами И-153                                                                                         |
| 22.05.1942 г. | Южный фронт   | 56-я армия | ВВС 56-й армии |                                    | Переформирован в 590-й штурмовой авиационный полк                                                                 |

## Участие в операциях и битвах
- Ростовская оборонительная операция — с 5 ноября 1941 года по 16 ноября 1941 года.
- Ростовская наступательная операция — с 17 ноября 1941 года по 2 декабря 1941 года.

## Первая победа полка в воздушном бою
Первая известная воздушная победа полка в Отечественной войне одержана 15 октября 1941 года: лейтенант Попов В. А., пилотируя И-16, в воздушном бою в районе северо-западнее г. Таганрог сбил немецкий истребитель Ме-109 (Messerschmitt Bf.109).

## Лётчики-асы полка
| Фамилия, имя отчество        | Награды | Сбито самолётов (+ в группе) | Примечание |
| ---------------------------- | ------- | ---------------------------- | --- |
| Глоба Алексей Семёнович      |         | 6 + 2                        | Лётчик полка: дек. 1941 — июль 1942. |
| Иванов Сергей Сергеевич      |         | 21 + 0                       | Лётчик полка: окт. 1941 — авг. 1942. Боевых вылетов: 143; воздушных боёв: 54. Лишён звания ГСС 02.07.1952 в связи с осуждением за уголовное преступление. Умер 30 сентября 1961 г. |
| Трощилов Иван Антонович      |         | 15 + 1                       | Лётчик полка: март — май 1942. Боевых вылетов: 182; воздушных боёв: 18 |
| Устинов Георгий Филиппович   |         | 5 + 4                        | Лётчик полка: окт. 1941 — май 1942. Боевых вылетов: около 200. |
| Ходальский Сергей Васильевич |         | 7 + 0                        | Лётчик полка: дек. 1941—1942. Боевых вылетов: 262 (04.03.1945) |

## Итоги боевой деятельности полка
Всего за годы Великой Отечественной войны полком:
| Выполнено боевых вылетов | Сбито самолётов в воздухе | Уничтожено самолётов всего |
| ------------------------ | ------------------------- | -------------------------- |
| 2924                     | 14                        | 37                         |

Свои потери:
| Потеряно самолётов, всего | Погибло лётчиков всего |
| ------------------------- | ---------------------- |
| н/д                       | 19                     |

## Самолёты на вооружении
| Период      | Самолёты |
| ----------- | -------- |
| 1941 — 1942 | И-15бис  |
| 1941 — 1942 | И-16     |
| 1941 — 1942 | И-153    |